# Datation argon-argon
La datation argon-argon est une méthode de datation radiométrique qui raffine la méthode de datation par le potassium-argon,. Les deux méthodes reposent en premier lieu sur la radioactivité du potassium 40, de demi-vie égale à 1,248 milliard d'années (Ga), qui se désintègre en calcium 40 dans 88,8 % des cas et en argon 40 dans les autres cas,. Le calcium 40 étant le plus abondant des isotopes du calcium la désintégration en calcium 40 n'avait pas d'application en matière de datation encore dans les années 1980,. La désintégration en argon 40 est quant à elle couramment mise à profit et peut permettre de déterminer des âges allant de quelques millions à quelques milliards d'années.

## Principe
Le potassium est constitué dans la nature de trois isotopes différents : le potassium 39 (93,26 % du total) et le potassium 41 (6,73 % du total) qui sont stables et le potassium 40 (0,11 % du total) qui est radioactif. Sur Terre, ces proportions ne varient pas selon la nature de l'échantillon et le rapport {\displaystyle ^{40}\mathrm {K} /^{39}\mathrm {K} } n'évolue donc que sous l'effet de la désintégration radioactive du 40K : il ne dépend donc que de l'âge de la roche à dater. Dans le cas d'une roche initialement dégazée et isolée de l'argon atmosphérique dans laquelle on suppose que l'intégralité de l'argon 40 produit reste piégé, on peut en mesurant la quantité d'argon 40 présent, déduire la quantité de potassium 40 qui s'est désintégré et donc en déduire le rapport {\displaystyle ^{40}\mathrm {K} /^{39}\mathrm {K} } au moment où la roche s'est formée. Comme ce rapport est uniquement fonction du temps, on en déduit l'âge de la roche. La différence entre la datation par le potassium-argon et celle par l'argon-argon réside dans la manière de mesurer la quantité d'argon 40 dans l'échantillon; la datation par le potassium-argon sous-estime l'âge des roches ayant subi une perte partielle de gaz tandis qu'il surestime celui des roches dans lesquelles il y a eu adsorption de l'argon atmosphérique. Les roches dont l'histoire est simple, les coulées de lave récentes par exemple, peuvent être datées de manière fiable par le potassium-argon mais la datation de celles qui ont subi un fort métamorphisme peut connaître une incertitude élevée.

## Histoire

### Méthode initiale
La méthode argon 39-argon 40 a été proposée pour la première fois au début des années 1950, mais sous une forme différente de celle utilisée actuellement. Elle faisait alors appel à un flux de neutrons thermiques et non de neutrons rapides, qui provoque les réactions nucléaires suivantes:
- {\displaystyle _{18}^{40}\mathrm {Ar} ~(\mathrm {n} ,\mathrm {\gamma } )~_{18}^{41}\mathrm {Ar} }
- {\displaystyle _{18}^{36}\mathrm {Ar} ~(\mathrm {n} ,\mathrm {\gamma } )~_{18}^{37}\mathrm {Ar} }
- {\displaystyle _{19}^{41}\mathrm {K} ~(\mathrm {n} ,\mathrm {\gamma } )~_{19}^{42}\mathrm {K} }

L'argon 41, l'argon 37 et le potassium 42 sont tous radioactifs, leurs demi-vies sont comprises entre 1,82 h (pour l'argon 41) et 35,1 j (pour l'argon 37). On peut donc déterminer leur quantité en observant leur activité, et ainsi déterminer la correction à apporter vis-à-vis de l'argon atmosphérique (dont la quantité est corrélée à celle d'argon 36), la quantité d'argon 40 et la teneur en potassium (corrélée à la quantité de potassium 41).

### Développements ultérieurs
La variante décrite plus haut remonte au début des années 1960, et a commencé à être appliquée en masse sur des météorites à partir de 1968.

## Méthodologie

### Activation neutronique
La datation par l'argon-argon consiste à bombarder l'échantillon étudié avec un flux de neutrons rapides de manière à transmuter une partie du 39K en 39Ar par capture neutronique, et que l'on peut considérer comme stable à l'échelle de l'expérience puisque sa demi-vie est supérieure à deux siècles,. L'argon 39 créé à l'intérieur de la roche se retrouve piégé avec l'argon 40 déjà présent ; de plus en connaissant les propriétés du flux neutronique, il est possible de déterminer quelle proportion de 39K a été transmutée : mesurer la quantité de 39Ar présent dans la roche permettra donc de déterminer la quantité de 39K présent dans l'échantillon. Comme le rapport {\displaystyle ^{40}\mathrm {K} /^{39}\mathrm {K} } est identique partout à la surface de la Terre à un instant donné, on peut ainsi déduire la quantité de 40K présent. De là on peut en mesurant la quantité de 40Ar également présent déduire la quantité de 40K au moment de la formation de la roche, et donc son âge apparent.

### Réactions nucléaires parasites
La réaction nucléaire utile à la datation est la transmutation du potassium 39 en argon 39. Ce n'est cependant pas la seule qui a lieu dans l'échantillon. Il faut donc adopter des corrections vis-à-vis des réactions perturbatrices suivantes:
- {\displaystyle _{20}^{40}\mathrm {Ca} ~(\mathrm {n} ,\mathrm {n\alpha } )~_{18}^{36}\mathrm {Ar} }
- {\displaystyle _{20}^{42}\mathrm {Ca} ~(\mathrm {n} ,\mathrm {\alpha } )~_{18}^{39}\mathrm {Ar} }
- {\displaystyle _{19}^{40}\mathrm {K} ~(\mathrm {n} ,\mathrm {p} )~_{18}^{40}\mathrm {Ar} }

Pour ce faire, on exploite la réaction {\displaystyle _{20}^{40}\mathrm {Ca} ~(\mathrm {n} ,\mathrm {\alpha } )~_{18}^{37}\mathrm {Ar} } qui a également lieu ; on compare alors le rapport isotopique de l'argon obtenu par spectrométrie de masse à celui obtenu lors de l'irradiation d'un échantillon témoin de calcium pour quantifier la part d'argon apportée par chaque réaction parasite et ainsi isoler celle due à la seule transmutation de potassium 39 en argon 39.

### Correction de l'âge

#### Âge apparent vs âge absolu
L'âge obtenu au terme de la méthode ci-dessus est un âge apparent qui ne tient pas compte d'éventuelles pertes ou enrichissement de gaz dans son passé. Il est cependant possible de s'affranchir de cette source d'incertitude.
Les zones de l'échantillon, principalement proches des bords, qui ont par le passé connu des pertes de gaz ou qui au contraire se sont enrichies en argon atmosphérique se distinguent par leur rapport {\displaystyle ^{40}\mathrm {Ar} /^{39}\mathrm {Ar} }. L'échantillon est chauffé graduellement afin de le dégazer de manière progressive. Le rapport {\displaystyle ^{40}\mathrm {Ar} /^{39}\mathrm {Ar} } du gaz émis est mesuré tout au long de l'augmentation de température ; les zones qui ont connu des enrichissements ou pertes antérieures d'argon sont les premières à être dégazées, les dernières sont celles qui étaient le mieux isolées de l'extérieur et qui de ce fait ont connu peu de gain ou de perte d'40Ar. Le rapport {\displaystyle ^{40}\mathrm {Ar} /^{39}\mathrm {Ar} } finit donc par se stabiliser à une valeur qui donne alors l'âge du matériau avec une meilleure précision qu'une mesure brute. De plus la méthode permet d'obtenir des informations sur l'histoire de la roche après sa mise en place.

#### Incertitude interne vs incertitude totale
Comme pour toutes les méthodes de datation radiométrique, l'incertitude absolue (ou « totale ») de l'âge obtenu se compose d'une incertitude interne propagée à partir des incertitudes pesant sur les mesures faites sur l'échantillon considéré (notamment sa composition chimique et isotopique) et d'une incertitude externe propagée à partir des incertitudes pesant sur les grandeurs physiques inhérentes à la méthode employée (notamment la ou les constantes radioactives). Pour comparer des âges obtenus par la même méthode on peut ne prendre en considération que l'incertitude interne ; pour comparer des âges obtenus par des méthodes différentes, il faut utiliser l'incertitude totale. La distinction s'impose particulièrement pour la méthode argon-argon car la constante radioactive du potassium 40 n'est pas connue très précisément, l'incertitude interne est donc significativement plus petite que l'incertitude totale.
Pour les datations Ar-Ar et K-Ar il se pose un problème supplémentaire concernant la comparaison des âges obtenus par la même méthode mais à des époques différentes, car les valeurs recommandées pour la composition isotopique du potassium naturel et pour la constante radioactive du potassium 40, ainsi que pour la composition isotopique de certains échantillons standard utilisés pour recaler ces deux méthodes sur d'autres méthodes de datation, ont changé à plusieurs reprises. Les corrections nécessaires ne sont pas uniformes ni même de signe constant en raison de la non-linéarité du calcul de l'âge. Par exemple un âge d'1 Ma obtenu avant 1976 « vieillit » de 2,7 % lorsqu'il est recalculé avec les valeurs recommandées par l'IUGS en 1976, alors qu'un âge de 4,2 Ga « rajeunit » de 1,6 %. Un logiciel libre, complet et à jour en mai 2017, facilite les conversions nécessaires,.